# Elaphe schrenckii
Il colubro dell'Amur o colubro di Schrenk (Elaphe schrenckii Strauch, 1873) è una specie di serpente della famiglia dei Colubridi. L'epiteto specifico commemora lo zoologo e geologo russo Leopold von Schrenck.

## Descrizione
È uno dei serpenti più grandi della Russia: gli esemplari adulti possono crescere fino a 2 metri; i maschi sono generalmente più grandi delle femmine. Negli esemplari adulti la parte superiore del corpo è di colore marrone scuro o completamente nero. Su questo sfondo, risaltano nettamente rare strisce bianche o gialle, strette, oblique e biforcate sui lati. La parte ventrale è gialla, spesso con macchie scure. Gli individui melanici (cioè completamente neri) sono estremamente rari. I serpenti adulti presentano spesso una lucentezza iridescente bluastra.

## Distribuzione e habitat
Il colubro dell'Amur è una specie perfettamente adattata a vivere in ambienti naturali diversi, dalle steppe alle foreste di conifere e a quelle miste. Vive in Estremo Oriente nelle foreste della Manciuria (Cina settentrionale e nord-orientale), nonché in Corea e Mongolia e in alcune regioni della Russia (oblast' dell'Amur, oblast' autonoma ebraica, territorio di Chabarovsk e territorio del Litorale). Il suo areale raggiunge a nord Komsomol'sk-na-Amure e ad ovest si spinge fino al Piccolo Khingan. Alcuni esemplari sono stati rinvenuti fino a 900 metri di altitudine. Non evita la vicinanza dell'uomo e si stabilisce tranquillamente nei giardini, negli orti e nelle soffitte degli edifici abitati.

## Biologia
Il colubro dell'Amur è attivo di giorno. Conduce un'esistenza semi-arboricola e sale sugli alberi fino a 10 metri di altezza; va in ibernazione da settembre-ottobre ad aprile-maggio.

### Riproduzione
Raggiunge la maturità sessuale nel terzo anno di vita. Il processo di corteggiamento prevede che il maschio accarezzi il corpo della femmina con la testa. La stagione degli amori dura da metà maggio all'inizio di luglio. La gravidanza dura circa un mese. Tra metà giugno e metà agosto le femmine depongono da 7 a 30 uova, lunghe circa 5 centimetri e con un diametro di 2,5 centimetri. I giovani, lunghi fino a 30 cm, escono dalle uova a settembre. I colubri dell'Amur restano fedeli al proprio territorio, che mantengono per diversi anni. Sono serpenti molto mobili, che si arrampicano bene sugli alberi e nuotano e si immergono con facilità. Possono vivere fino a 9-15 anni.

### Alimentazione
Si nutre di topi, piccoli ratti, uccelli, compresi uova e nidiacei, e rane. Sono noti casi di esemplari che si sono arrampicati nei pollai per mangiare le uova. I giovani consumano anche molluschi e toporagni. Le prede piccole vengono inghiottite vive, ma quelle più grandi vengono prima soffocate tra le spire.

### Predatori
Il colubro dell'Amur può cadere vittima di mammiferi carnivori o uccelli rapaci. Per difendersi, si sposta rapidamente verso un rifugio o tra i rami degli alberi perché, come la maggior parte dei serpenti, quando si sente minacciato cerca prima di tutto di scappare, ma quando viene messo alle strette sibila e si lancia verso il nemico. Quando è spaventato, emette anche un odore acuto e sgradevole.

## Rapporti con l'uomo
I colubri dell'Amur possono essere addomesticati con successo, soprattutto in giovane età. Tuttavia, tra questi serpenti si trovano più spesso individui timidi, aggressivi e difficili da addomesticare che tra i colubri delle steppe, che hanno un carattere più tranquillo. Un esemplare spaventato o arrabbiato può mordere, ma non si tratta di una specie velenosa.